# Scopula umbrata
Scopula umbrata là một loài bướm đêm trong họ Geometridae.